# Мадонна Дони
«Мадонна Дони», «Тондо Дони» (итал. Madonna Doni, Il Tondo Doni) — тондо (итал. tondo — круглый), картина, скомпонованная в форме круга 120 см в диаметре — единственное сохранившееся до нашего времени законченное станковое произведение живописи работы Микеланджело Буонарроти с изображением Святого Семейства (две другие картины не завершены: «Погребение» и так называемая «Манчестерская Мадонна», находятся в Национальной галерее в Лондоне). Создано по заказу флорентийского банкира Аньоло Дони. Датируется 1505—1507 годами. Хранится в галерее Уффици во Флоренции.
Картина сохранилась в оригинальной раме из резного и позолоченного дерева, возможно, сделанной по рисунку самого Микеланджело, с переплетением значительно выступающих пяти человеческих голов, львиных маскаронов и растительного орнамента типа гротеска; этот узор перекликается с обрамлением Северных врат флорентийского Баптистерия (между 1403 и 1424 годами), которые так ценил Микеланджело. Резьба приписывается Марко и Франческо дель Тассо. Это единственная работа художника «на подвижной опоре, достоверная и полная».

Леонардо да Винчи. Святая Анна с Мадонной и младенцем Христом. Ок. 1508. Дерево, масло. Лувр, Париж

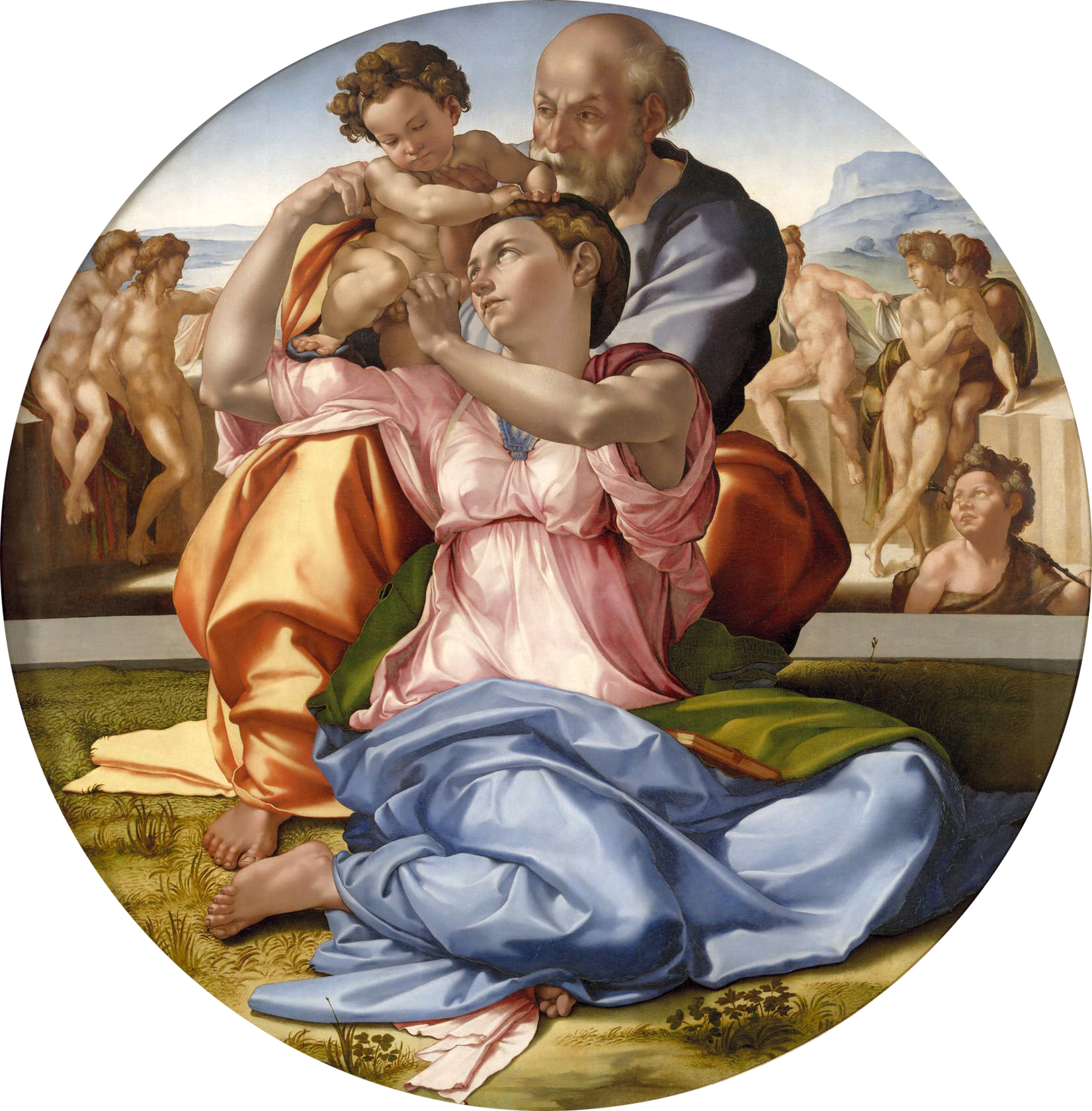
Микеланджело Буонарроти. Тондо Дони

## История
Тондо было выполнено Микеланджело в молодые годы, до начала работ в Сикстинской капелле, вероятно, по случаю брака флорентийских нобилей Аньоло Дони и Маддалены Строцци в 1504 году. На раме картины имеются резные изображения полумесяцев, звёзд, растительности и голов львов. Эти символы, возможно, являются ссылками на семьи Дони и Строцци, взятые с гербов каждой из них. «Луны связаны лентами, переплетающимися со львами», возможно, имеется ввиду брак двух семей.
История создания произведения рассказана Джорджо Вазари в связи с любопытным анекдотом. Аньоло Дони, богатый банкир, «увлекавшийся собиранием красивых вещей как старых, так и новых художников», попросил своего друга Микеланджело написать для него картину с изображением Святого Семейства — одна из любимых тем во флорентийской живописи того времени в качестве украшения частных домов.
Микеланджело, как писал Вазари, «всю эту вещь отделал так тщательно и так чисто, что из всех его живописных работ на дереве, а их немного, она справедливо считается самой законченной и самой прекрасной». Как только работа была готова, художник послал для её доставки мальчика с требованием семидесяти дукатов в качестве оплаты. Дони, очень внимательный к своим сбережениям, не решился «много потратить на картину», хотя и понимал, что она стоит дороже, «заявил посыльному, что достаточно будет и сорока». Микеланджело забрал картину обратно и согласился доставить её снова по цене в сто дукатов. В результате разгоревшегося спора Дони пришлось заплатить вдвое дороже: сто сорок дукатов.
Эта история, возможно, преувеличенная или даже придуманная историографом (неоднократно уличённым в подобных выдумках), тем не менее являет собой характерный пример того, как художник, осознавая ценность своего творения, стремится вырваться из порабощения заказчиком, типичного для практики средневековых цехов и гильдий, и свидетельствует о новом, ренессансном понимании свободы творческой личности. В то время Микеланджело, хотя и молодой, уже был горд своими успехами, такими как огромная статуя Давида (1501—1504) и работами, близкими по размеру и стилю, мраморными барельефами: «Тондо Таддеи» (1504—1506) и «Тондо Питти» (1503—1505).
Другая гипотеза связывает создание картины с 1507 годом, крещением (8 сентября) первенца семьи Марии. Вазари во второй редакции текста противоречит сам себе в датах.
В 1591 году произведение Микеланджело ещё находилось в доме Дони на виа Сан-Никколо. В 1677 году было засвидетельствовано в «Трибуне» (восьмиугольном зале) здания Уффици как входящее в состав художественной коллекции великих герцогов Тосканы.

## Иконографические источники, композиция и стиль
Картина как нельзя лучше иллюстрирует тезис Микеланджело о том, что наиболее совершенная живопись та, которая напоминает скульптуру. Сам художник всегда подписывался: «Микеланджело скульптор» (Michelangelo Scultore) и считал живописные заказы «вынужденной мукой». В одном из писем Бенедетто Варки (1547) Микеланджело писал: «Живопись, как мне кажется, считается лучше тогда, когда она больше склоняется к рельефу… И потому мне всегда казалось, что скульптура — светоч живописи». Правда потом, оговаривался художник, он «переменил своё мнение».

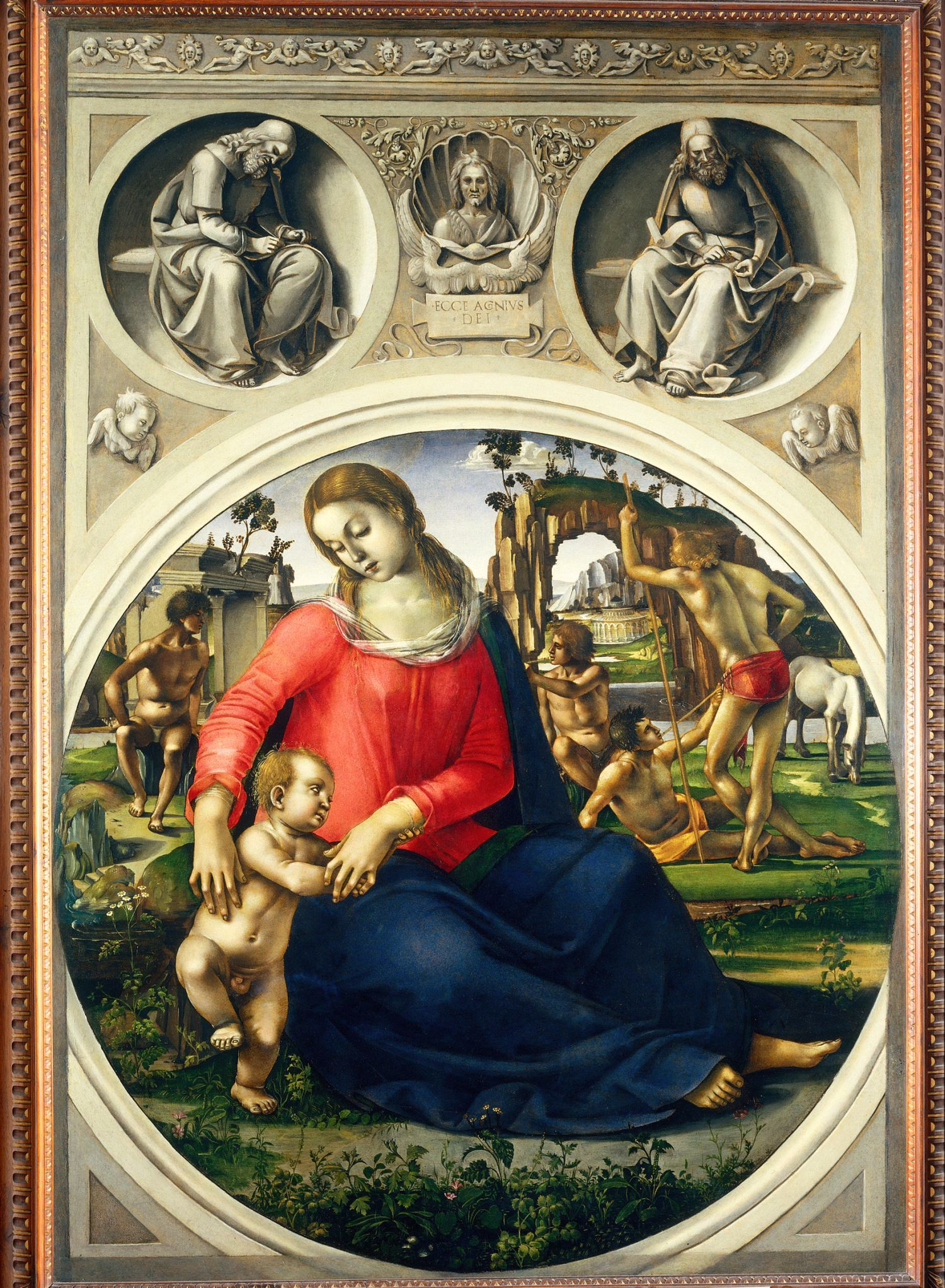
Л. Синьорелли. Мадонна с Младенцем и иньюдо (Мадонна Медичи). 1490—1495. Дерево, масло. Уффици, Флоренция

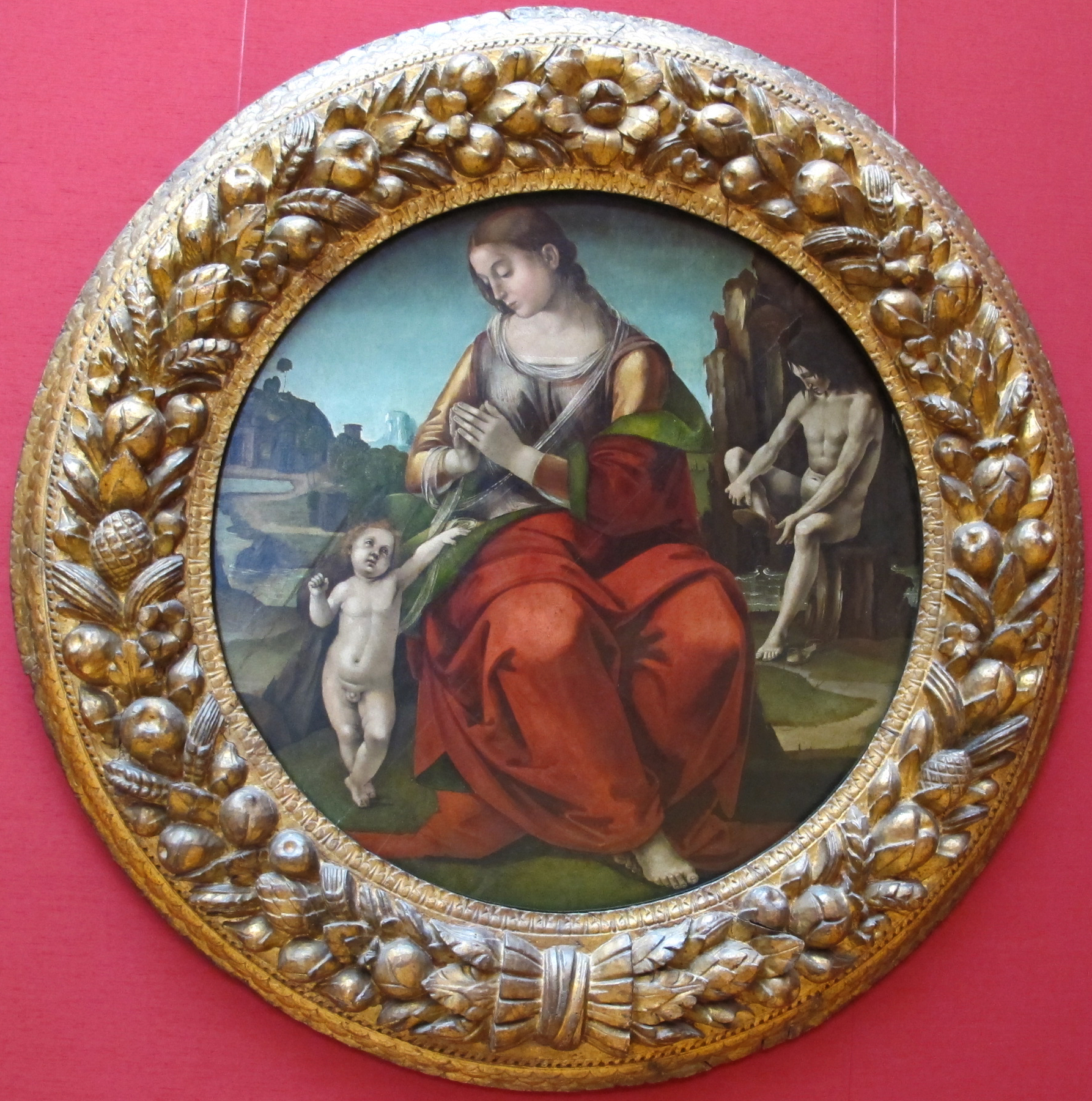
Л. Синьорелли. Мадонна в поклонении Младенцу и иньюдо. 1492. Дерево, темпера. Старая пинакотека, Мюнхен

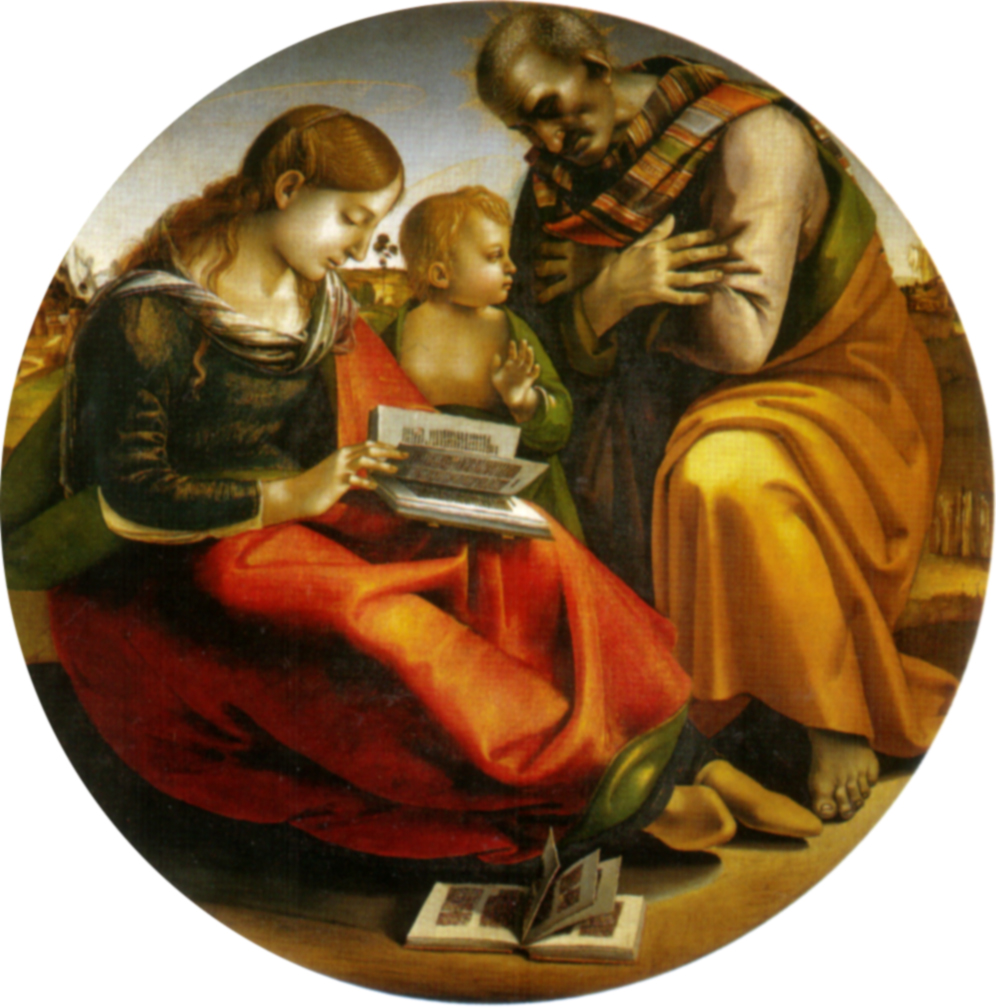
Л. Синьорелли. Святое семейство. 1490-е гг. Дерево, масло. Уффици, Флоренция

Ближайшими аналогами «Мадонны Дони» в искусстве итальянского Возрождения считают многочисленные тондо Луки Синьорелли с изображениями Мадонны и Святого семейства. Подобно картине «Святая Анна с Мадонной и младенцем Христом» Леонардо да Винчи, главные фигуры «Мадонны Дони» также вписываются в композиционный треугольник или, согласно теории Леонардо, в пространственную пирамиду. Микеланджело видел рисунок Леонардо к этой картине в 1501 году, когда работал над статуей Давида во Флоренции. Рассматриваются также версии о непосредственном влиянии на композицию картины медальонов древнеримских саркофагов и античных камей.
Первый план отдан не по-женски мускулистой фигуре Девы Марии (Микеланджело всегда использовал мужские модели для женских фигур, как это было сделано в росписи Сикстинской капеллы); над ней как бы нависает Иосиф Обручник. На дальнем плане и несколько в стороне помещён Иоанн Креститель. Взоры всех троих устремлены на младенца Христа, которого Мария то ли передаёт мужу, то ли принимает от него. Необычные развороты и ракурсы фигур Девы Марии и Младенца некоторые исследователи сравнивают со скульптурной группой «Лаокоон и его сыновья», обнаруженной в 1506 году в Риме и вызвавшей восторг Микеланджело.
Пять фигур на дальнем плане представляют собой пять обнажённых тел, значение и функция которых являются предметом многочисленных спекуляций и споров. С одной стороны, эти фигуры, значительно меньшие по размеру, чем основные фигуры переднего плана, помогают художнику создать глубокое изобразительное пространство, в том числе ради перехода к горному пейзажу на горизонте, и выделить главные, придав им небывалую монументальность. С другой, это типичные для Микеланджело и любимые им «иньюдо» (итал. ignudo — обнажённый), подобные фигурам обнажённых юношей, которые он использовал в композиционных целях на плафоне Сикстинской капеллы в Ватикане.
В связи с этой особенностью Е. И. Ротенберг писал: «Привычная для Микеланджело энергия пластических масс, выраженная в слитной группировке первопланных фигур Марии, Младенца и Иосифа, обогащена новым мотивом — взаимосвязью объёмных элементов со сложным пространственным построением фона. Помещённые в его глубине фигуры пяти юных обнажённых атлетов вносят в эту композицию характерно микеланджеловскую героическую ноту».
Ещё одна версия символической интерпретации фигур сводится к тому, что «группа на первом плане символизирует новый мир христианства, резко отделяясь от фигур на дальнем плане, символизирующих языческую эпоху». Тондо Дони якобы рассказывает историю христианства и развивает неоплатоническую концепцию Плотина, касающуюся существования «Анима мунди» (лат. Anima Mundi — Души мира), которую каждый человек открывает заново. Полуфигура ангела на дальнем плане представляет мир, который даёт начало нашей культуре и религии. Красивые юноши изображаются обнажёнными, демонстрируя превосходство тела над душой и интеллектом в эпоху язычества. Но прямо перед нами — новый мир, с Мадонной и святым Иосифом, которые несут Богомладенца как Мессию. В этом контексте элементы растительного орнамента деревянной рамы также рассматриваются с точки зрения христианской символики. Например, клевер на переднем плане символизирует Троицу, иссоп перед Иоанном Предтечей — крещение.

## Техника живописи
Достаточно одного взгляда на картину, чтобы заметить необычную технику объёмной моделировки фигур, в которой безусловно проявились навыки скульптора: привычное ему осязательное, тактильное чувство формы. Технический приём, позволяющий лучше всего выявить подобное осязательное ощущение именуется в итальянском искусстве «канджианте» (итал. cangiante — переливчатый, отливающий разными цветами). Такая техника тональной моделировки (по принципу: светлее-темнее), но без использования светотени и цветовых рефлексов, только за счёт тональных моделировок и жёсткого контура приводит к условному использованию цвета подобно локальной раскраске, за что всегда критиковали Микеланджело как «скульптора в живописи», не обращающего внимания на возможности колористического письма.

## Влияния
О популярности картины свидетельствуют многочисленные живописные копии и гравюры, созданные разными художниками в разное время. Среди картин выделяются картина в прямоугольном формате неизвестного фламандского живописца из Художественного музея Фогга в Кембридже и копия маньериста Баккьякки (Франческо Убертини) в частной флорентийской коллекции. Гравюрa работы XIX века имеется в Кабинете рисунков и гравюр галереи Уффици (№ 10024).